# Грифова черепаха
Грифова черепаха (лат. Macroclemys temminckii, також Macroclemys temmincki або Macrochelys temminckii) — єдиний вид черепах в роді Macroclemys (інша назва — Macrochelys).

## Опис

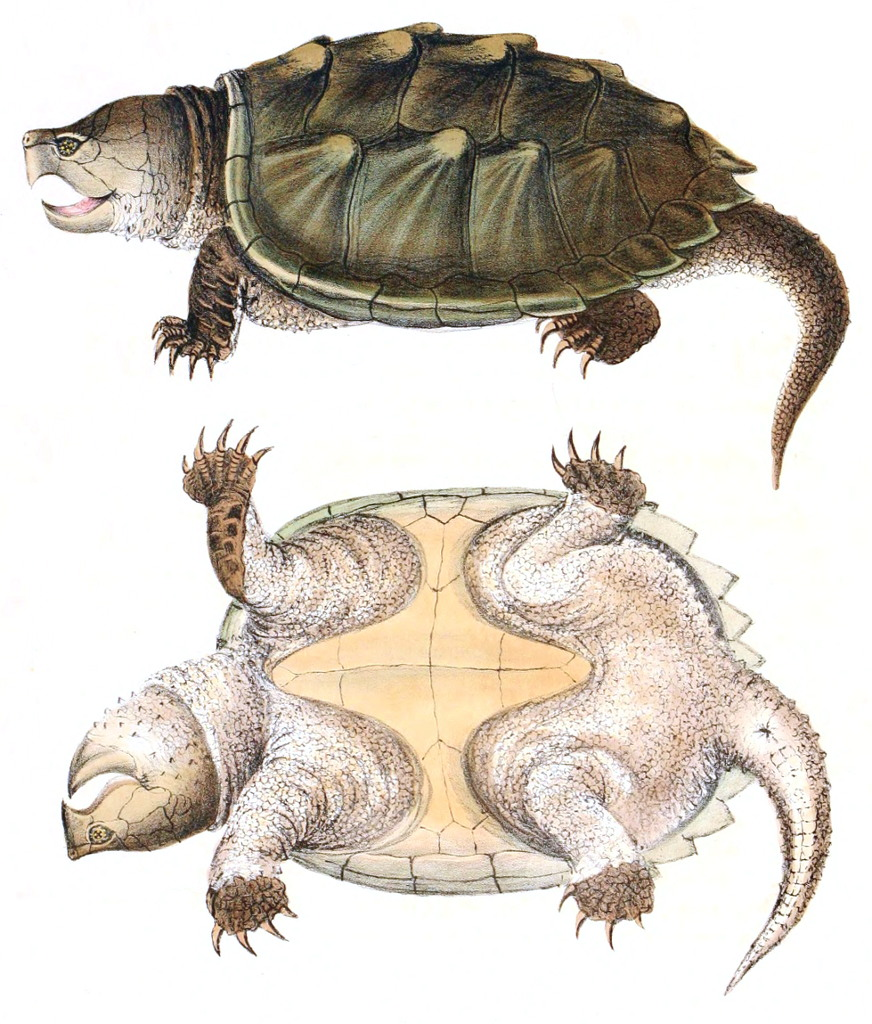
Ілюстрація Джона Холбрука («Північноамериканська Герпетологія», 1842)

Подібна за зовнішнім виглядом до кайманової черепахи. Її можна відрізнити за направленими убік очима, по більш довгому гачкуватому дзьобу на верхній щелепі і по ряду надкраєвих щитків, що лежать між бічними і крайовими. Рогові щитки карапакса зазвичай утворюють на спині три поздовжніх пилкоподібних гребеня. Задній край панцира сильно зазубрений. Грифова черепаха сягає довжини 1,5 м і маси 60 кг і, таким чином, значно більша за кайманову черепаху. Розглядається, як інвазивний вид групи амніотів.

## Ареал
Цей вид мешкає в річках, ставках, каналах на південному сході США, головним чином у басейні ріки Міссісіпі, і заходить на північ до штату Іллінойс. В поодиноких випадках була помічена на західному узбережжі США, а саме в озері парку Говарт в Каліфорнії. Коли її беруть до рук, вона зазвичай не кусається, а тільки широко роззявляє страхітливу пащу і вивергає струмінь рідини з анальних міхурців. Однак відчувати спокій з грифовою черепахою не слід, оскільки в роздратуванні вона може сильно вкусити.

## Спосіб життя
Харчування черепахи складають найрізноманітніші водні тварини, насамперед риби. Полює на рибу черепаха дивним чином. Вона нерухомо лежить на дні, напівзанурившись в мул, і, широко роззявивши пащу, висовує тонкий червоподібний кінчик язика, забарвлений в яскраво-рожевий колір. «Черв'як», що звивається, служить прекрасною приманкою для риб, які підпливають, намагаючись схопити його, і тут же потрапляють в залізні щелепи черепахи.

## Розмноження
Ранньою весною відбувається спаровування, а в травні — червні самка відкладає 20 — 40 яєць в ямку завглибшки до півметра, яку вона викопує задніми ногами в піску.

## Використання
Грифова черепаха використовується поряд з каймановою для приготування черепахового супу. Також грифові черепахи є ланкою в ланцюгах живлення.